# سفارة دولة فلسطين لدى المملكة المتحدة
سفارة دولة فلسطين لدى المملكة المتحدة هي الممثلية الدبلوماسية العُليا لدولة فلسطين لدى المملكة المتحدة. تقع السفارة في هامرسميث.